# Cakewalk (secuenciador)

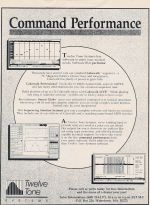
Una página del manual del software Cakewalk 1.0. En el pequeño gráfico en el ángulo superior izquierdo puede verse la primera versión del editor piano roll.

Cakewalk es un secuenciador midi desarrollado por la empresa Twelve Tone Systems (que ahora se llama Cakewalk) originalmente para el sistema operativo DOS, a partir de la versión 1.0 en 1987,
y más tarde para Windows. Cakewalk para DOS, hasta la versión 4.0, requería una interfaz MPU-401 (tarjeta de interfaz midi en modo inteligente), mientras que las versiones posteriores se basaron solamente en el modo UART.

## Características
En 1987, Cakewalk se desarrolló primero en dos versiones:
- Cakewalk Pro.
- Cakewalk Express: una versión lite (ligera) limitada a 25 pistas y un solo puerto de salida midi. A veces incluía hardware (una tarjeta de sonido).

Bajo el sistema DOS, Cakewalk avanzó hasta la versión 4.0, y luego fue lanzado desde la versión 1.0 para el sistema operativo Windows de Microsoft. 
Desde la versión 3.01 (para Win16), Cakewalk ha tenido 
- un editor piano roll (llamado así porque se parece a un ‘rollo para pianola’)
- conversión muy limitada a notación musical (partituras)
- apoyo técnico.

Con el lanzamiento de Cakewalk Pro Audio 4 (el cual llegó hasta la versión 9, antes de convertirse en el software Cakewalk Sonar), le brindó a sus usuarios funciones completas de grabación y edición de audio, utilizando el formato de plug-ins de Microsoft DXi para la manipulación con efectos en tiempo real (delay, reverberación, chorus, compresores, etc.) e instrumentos virtuales (sintetizadores, cajas de ritmo, etc).
La versión más reciente del producto incluía el mismo editor piano roll, el mismo limitado conversor a notación musical en partituras, y un lenguaje de script built-in llamado CAL (Cakewalk Application Language: lenguaje de la aplicación Cakewalk).
Cakewalk fue un secuenciador exclusivamente midi: a pesar de que podía disparar archivos WAV, no tuvo verdadera compatibilidad con audio digital (edición, secuenciación) hasta el lanzamiento de la tercera versión: Cakewalk Pro Audio, en la que se agregó un verdadero soporte para audio digital.
El sucesor del software Cakewalk fue el Cakewalk Sonar, que tiene casi todas las mismas características que el anterior, incluido el soporte a CAL. A la fecha junio de 2025 es la única aplicación importante de audio en el mercado con soporte en un lenguaje de script.

## Versiones
- Cakewalk Professional 1.0 for DOS
- Cakewalk Professional 2.0 for DOS
- Cakewalk 4.0 for DOS
- Cakewalk Professional 1 for Windows
- Cakewalk Professional 2 for Windows
- Cakewalk Professional 3 for Windows
- Cakewalk Pro Audio 4
- Cakewalk Pro Audio 5
- Cakewalk Pro Audio 6
- Cakewalk Pro Audio 8
- Cakewalk Pro Audio 9